# Catz: Your Computer Petz
Pour la ville, voir Catz.
Catz: Your Computer Petz est un jeu vidéo de type animal de compagnie virtuel développé et édité par PF Magic, sorti en 1996 sur Windows et Mac. Il permet d'adopter un chat virtuel.
Il sort un an après Dogz: Your Computer Pet, centré sur les chiens.
Le jeu a connu de nombreuses suites.

## Accueil
- AllGame : 3/5[1]
- Entertainment Weekly : B+[2]